# Lucas Thwala
Lucas Twala (Nelspruit, Sudáfrica, 19 de octubre de 1981) es un exfutbolista sudafricano. Jugaba de defensa y su  último equipo fue  el SuperSport United de la Premier Soccer League de Sudáfrica. Fue internacional con la selección de fútbol de Sudáfrica.

## Selección nacional
Ha sido internacional con la selección de fútbol de Sudáfrica en 23 ocasiones hasta el 5 de junio de 2010; lleva un gol con la selección.
Participó en la Copa de Oro de la Concacaf 2005 (Sudáfrica fue invitada) y fue incluido en la escuadra sudafricana que afrontó la Copa Mundial de Fútbol de 2010, realizada en su país. En el debut ante México, Thwala fue titular. Posteriormente, fue cambiado y no volvió a entrar al campo de juego en lo que restó del campeonato. Sudáfrica no pudo acceder a los octavos de final.

### Participaciones en Copas del Mundo
| Mundial                        | Sede      | Resultado    | Partidos | Goles |
| ------------------------------ | --------- | ------------ | -------- | ----- |
| Copa Mundial de Fútbol de 2010 | Sudáfrica | Primera fase | 1        | 0     |

### Participaciones en Copas de Oro
| Copa                            | Sede           | Resultado        | Partidos | Goles |
| ------------------------------- | -------------- | ---------------- | -------- | ----- |
| Copa de Oro de la Concacaf 2005 | Estados Unidos | Cuartos de final | 3        | 0     |

## Clubes
| Club              | País      | Año        |
| ----------------- | --------- | ---------- |
| Orlando Pirates   | Sudáfrica | 2004 -2012 |
| Platinum Stars FC | Sudáfrica | 2012       |
| SuperSport United | Sudáfrica | 2012-2013  |

## Palmarés

### Campeonatos nacionales
| Título                  | Club            | País      | Año  |
| ----------------------- | --------------- | --------- | ---- |
| Telkom Charity Cup      | Orlando Pirates | Sudáfrica | 2008 |
| Telkom Charity Cup      | Orlando Pirates | Sudáfrica | 2009 |
| MTN 8                   | Orlando Pirates | Sudáfrica | 2010 |
| Premier Soccer League   | Orlando Pirates | Sudáfrica | 2011 |
| Carling Black Label Cup | Orlando Pirates | Sudáfrica | 2011 |

### Copas internacionales
| Título            | Club            | País      | Año  |
| ----------------- | --------------- | --------- | ---- |
| Vodacom Challenge | Orlando Pirates | Sudáfrica | 2005 |

### Distinciones individuales
| Distinción                        | Año  |
| --------------------------------- | ---- |
| Jugador de la temporada de la PSL | 2009 |